# Contessa di Parma
Pour plus de détails, voir Fiche technique et Distribution.
Contessa di Parma est un film italien réalisé par Alessandro Blasetti, sorti en 1937.

## Fiche technique
- Titre : Contessa di Parma
- Réalisation : Alessandro Blasetti
- Scénario : Alessandro Blasetti, Aldo De Benedetti, Gherardo Gherardi et Mario Soldati
- Photographie : Otello Martelli et Giovanni Vitrotti
- Montage : Alessandro Blasetti et Ignazio Ferronetti
- Musique : Amedeo Escobar (en) et Giovanni Fusco
- Pays de production : Royaume d'Italie
- Format : Noir et blanc - 1,37:1 - Mono
- Genre : comédie
- Durée : 86 minutes
- Date de sortie : 1937

## Distribution
- Elisa Cegani : Marcella
- Antonio Centa : Gino Vanni
- María Denis : Adriana
- Umberto Melnati : Carrani
- Osvaldo Valenti : Duca di Fadda
- Nunzio Filogamo : Conte di Sebasta
- Ugo Ceseri : Marco
- Pina Gallini : Marta Rossi